# Diocèse de Loutsk
Le diocèse de Loutsk (en ukrainien: ukrainien : Єпархія Луцьку; en latin: Dioecesis Luceoriensis) est une circonscription ecclésiastique de l'Église catholique latine en Ukraine, de la province ecclésiastique de Lviv des Latins dont le siège est situé à Loutsk, dans l'oblast de Volhynie. Il fut fondé au XIIIe siècle.  L'évêque actuel est Vitaliy Skomarovskyi (en), depuis 2014.

## Histoire
Volodymyr-Volynskyi, aussi appelé Vladimir en français, a été la première capitale de la Volhynie. Il est probable qu'il y a eu des missions d'évêques catholiques dans cette ville en 1078-1094. Roman Mstislavitch (vers 1150-19 mars 1205), dit le Grand, prince de Novgorod entre 1168 et 1170, avant de devenir prince de Volhinie, de 1170 à sa mort. Il a fondé la Principauté de Galicie-Volhynie. Les Dominicains y organisèrent les premières missions d'évangélisation en 1225.
Le diocèse de Lodomérie est créé à Volodymyr pour les Ruthèness en 1375. Ce diocèse est d'abord suffragant de l'archidiocèse de Halytch avant que le siège de l'archidiocèse de la Galicie soit déplacé à Lviv, le 28 août 1412. Le roi Ladislas II Jagellon fonde l'église de l'Assomption de la Bienheureuse Vierge Marie du monastère des dominicains de Loutsk le 15 juin 1390. Le grand-duc de Lituanie, Vytautas le Grand, a déplacé le siège du diocèse de Volodymyr à Loutsk en 1428. Le premier évêque de Loutsk est Andriy de Plavka (Splavskyi). La construction de la cathédrale de la Sainte-Trinité commence en 1539.
Le territoire du diocèse est très vaste. Il comprend la totalité de la Volhynie, la partie ouest de la Polésie, la Podlachie (Pidliashia) méridionale et centrale.
Les jésuites fondent un collège à Loutsk en 1604 et construisent l'église Saint-Pierre-Saint-Paul qui deviendra plus tard la cathédrale du diocèse.
Avec la deuxième partage de la Pologne, en 1793, cinq diocèses catholiques romains sont entrés dans la souveraineté de l'Empire russe, à savoir, le diocèse de Kiev, le diocèse de Kamianets (Karmieniec), diocèse de Loutsk (Lutsk, Łuck), diocèse de Livonie (en) et diocèse de Vilnius. Après le troisième partage de la Pologne, Catherine II a supprimé le siège de Kiev, ainsi que les quatre autres, en 1795, bien que par le traité de Grodno, de 1793, l'Empire russe s'était engagé à maintenir le statu quo vis-à-vis de l'Église catholique. En même temps que ces diocèses étaient supprimés, l'Empire russe prenait possession d'une partie de leurs biens.
Le tsar Paul Ier a restauré quatre de ces diocèses - Kamianets, Loutsk, Vilnius et Livonie, ce dernier sous le nom de Samogitie - et remplacé le diocèse de Kiev par celui de Minsk le 17 novembre 1798. Ces diocèses ont été placés suffragants de l'archidiocèse de Moguilev. (en français : Mahiliow ou Moguilev) fondé en 1772 par Catherine II sans l'accord du pape Clément XIV. Le pape Pie VI a finalement accepté cette modification le 15 avril 1783 par la bulle papale Onerosa pastoralis officii par laquelle il se réservait la création d'autres diocèses dans une province ecclésiastique catholique romaine qui allait de la mer Baltique à l'océan Pacifique. Le pape Pie VI, par la bulle Maximis undique pressi datée de sa prison de la chartreuse de Galluzzo de Florence, le 15 novembre 1798, a rétabli le diocèse de Kiev, mais à la demande des autorités russes, le siège est transféré à Jytomyr pour éviter qu'aucun évêque catholique ne dispute le siège de Kiev à l'évêque orthodoxe.
Le 8 août 1798 est créé le diocèse de Loutsk et Jytomyr.
Après la défaite de l'insurrection polonaise de 1861-1864, le tsar Alexandre II a décidé de supprimer le diocèse de Kaminets par le décret du le 5 juin 1866 et de former le diocèse de Loutsk, Jytomyr et Kamianets-Podilsky.
Après la Première Guerre mondiale et le traité de Versailles, la Pologne retrouve son indépendance avec la fondation de la Deuxième république de Pologne. Kiev fait d'abord partie de la République populaire d'Ukraine, puis de l'Union des républiques socialistes soviétiques. Le 22 September 1918, le diocèse de Loutsk, Jytomyr et Kamianets-Podilsky est divisé en deux parties en recréant le diocèse de Kamianets-Podilsky.
Le 28 octobre 1925, le diocèse de Loutsk-Jytomyr est divisé en créant le diocèse de Loutsk et le diocèse de Jytomyr.
Les massacres des Polonais en Volhynie en 1943, font des dizaines de milliers de morts et 80% des paroisses sont détruites. Les Polonais de Volhynie sont déportés entre 1944 et 1947. L'évêque Adolf Piotr Szelążek est emprisonné par la NKVD le 3 janvier 1945. Il est libéré le 15 mai 1946 et doit partir en Pologne. Les églises de Rivne (en polonais : Równe), Ostroh (Ostrog) et Korets (Korc) en 1958, 1959 et 1962. Un musée de l'athéisme est ouvert dans la cathédrale de Loutsk le 15 décembre 1980. Une première messe est dite dans une chapelle de la cathédrale de Loutsk, à côté de l'exposition du musée de l'athéisme.
La pape Jean-Paul II a réactivé l'archidiocèse de Lviv le 16 janvier 1991 dont le diocèse de Loutsk est suffragant. La cathédrale de Loutsk est rétablie et dédicacée.

## Territoire
Le diocèse comprend les oblasts de Rivne et Volhynie.
Le siège de l'évêché est à la ville de Loutsk, où se trouve la cathédrale des Saints-Pierre-et-Paul.
Le territoire couvre 40 190 km², et il est divisé en 36 paroisses, en 2023. 

## Évêques du diocèse de Loutsk

### Évêques de Volodymyr-Volynskyi (Vladimir)
- Izydor (1375–1380)[7],
- Hynek (Hynko) Zając de Hasenburga (1371–1388),
- Rugan (1380–1400),
- Mikołaj (vers 1388/1390–1400),
- Grzegorz de Buczkowa (1400–vers 1424),
- Świętosław (1404–1409)
- Andriy de Plavka (Splavskyi) (21 décembre 1425–vers 1459), a déplacé le siège du diocèse de Volodymyr-Volynskyi à Loutsk

### Évêques de Loutsk
- Wacław Raczkowicz (28 septembre 1459–1460/1462)[8]
- Jan Łosowicz, nommé le 24 janvier 1463 jusqu'au 4 mai 1468, puis évêque de Vilnius,
- Marcin Kreszowski, nommé le 4 juillet 1468 – ?
- Stanisław Stawski, nommé le 9 novembre 1483 – vers 1488,
- Jan Andruszewicz Pudełko, nommé le 2 décembre 1491 jusqu'à sa mort en 1501,
- Wojciech Radziwiłł, nommé le 30 mai 1502 jusqu'au 10 septembre 1507, puis évêque de Vilnius,
- Paweł Holszański[9], nommé le 10 septembre 1507 jusqu'au 15 mars 1536, puis évêque de Vilnius,
- Jerzy Chwalczewski, nommé le 24 avril 1536 jusqu'à sa mort en 1549,
- Walerian Protasewicz, nommé le 27 mai 1549 jusqu'au 10 avril 1556, puis évêque de Vilnius,
- Jan Andruszewicz, nommé le 13 avril 1556 jusqu'à sa mort en 1567,
- Wiktoryn Wierzbicki, nommé le 22 août 1567 jusqu'à sa mort le 10 février 1587,
- Bernard Maciejowski, nommé le 8 juin 1587 jusqu'au 23 mai 1600, puis évêque de Cracovie,
- Stanisław Gomoliński[10], nommé le 30 août 1600 jusqu'à sa mort le 12 décembre 1602,
- Marcin Szyszkowski, succède en juin 1604 jusqu'au 18 juillet 1607, puis évêque de Płock,
- Paweł Wołucki, nommé le 30 juillet 1607 jusqu'au 19 mai 1616, puis évêque de Włocławek
- Henryk Firlej, nommé le 30 mai 1616 jusqu'au 9 janvier 1617, puis évêque de Płock,
- Andrzej Lipski, nommé le 20 février 1617 jusqu'au 20 novembre 1623, puis évêque de Włocławek,
- Stanisław Łubieński, nommé le 26 février 1624 jusqu'au 30 août 1627, puis évêque de Płock,
- Achacy Grochowski, nommé le 6 octobre 1627 jusqu'à sa mort le 7 janvier 1633,
- Bogusław Radoszewski, nommé le 6 juin 1633 jusqu'à sa mort en 1638,
- Andrzej Gembicki, nommé le 19 avril 1638 jusqu'à sa mort en 1654,
- Jan Chrzciciel Zamoyski (O.P.), nommé le 19 Octoctobre 1654 jusqu'à sa mort le 1er janvier 1655,
- Jan Stefan Wydżga, nommé le 14 mai 1655 jusqu'au 10 novembre 1659, puis évêque de Warmie,
- Mikołaj Jan Prażmowski, nommé le 1er décembre 1659 jusqu'au 11 octobre 1666, puis archevêque de Gniezno,
- Zygmunt Czyżowski, nommé le 15 décembre 1666 jusqu'à sa mort en 1667,
- Tomasz Leżeński[11] (O. Cist.), nommé le 5 septembre 1667 jusqu'à sa mort en 1675,
- Stanisław Kazimierz Dąmbski, nommé le 19 octobre 1676 jusqu'au 20 avril 1682, puis évêque de Płock,
- Jan Stanisław Witwicki, nommé le 25 mai 1682 jusqu'au 24 novembre 1687, puis évêque de Poznań,
- Bogusław Leszczyński, confirmé le 11 octobre 1688 jusqu'à sa mort le 8 septembre 1691,
- Franciszek Michał Prażmowski, confirmé le 24 septembre 1696 jusqu'à sa mort le 3 septembre 1701,
- Aleksander Benedykt Wyhowski, confirmé le 1er octobre 1703 jusqu'à sa mort le 28 décembre 1714,
- Joachim Henryk Przebendowski, confirmé le 5 octobre 1716 jusqu'à sa mort le 21 mai 1721,
- Stefan Bogusław Rupniewski, nommé le 1er décembre 1721 jusqu'à sa mort le 21 avril 1731,
- Jan Aleksander Lipski[12], nommé le 31 mars 1732 jusqu'au 19 décembre 1732, puis évêque de Cracovie,
- Andrzej Stanisław Załuski, nommé le 19 novembre 1736 jusqu'au 20 juillet 1739, puis évêque de Chełmno (Culma, Kulm),
- Franciszek Antoni Kobielski, confirmé le 30 septembre 1739 jusqu'à sa mort le 17 janvier 1755,
- Anton Erazm Wołłowicz, confirmé le 12 mai 1755 jusqu'à sa mort le 6 juillet 1770,
- Feliks Paweł Turski, confirmé le 4 mars 1771 jusqu'au 29 novembre 1790, puis évêque de Cracovie,
- Adam Naruszewicz (S.J.), confirmé le 29 novembre 1790 jusqu'à sa mort le 6 juillet 1796.

### Évêques de Loutsk-Jytomyr
- Kasper Kazimierz Kolumna Cieciszowski, nommé le 17 novembre 1798 jusqu'au 23 juin 1828, puis archevêque de Moguilev,
- Michał Piwnicki, succède le 23 juin 1828 jusqu'à sa mort le 29 mai 1845,
- Kaspar Jastrzębeic Borowski, nommé le 3 juillet 1848 jusqu'au 15 mars 1883, puis évêque de Płock.

### Évêques de Loutsk, Jytomyr, et Kamianets-Podilsky
- Szymon Marcin Kozłowski, nommé le 15 mars 1883 jusqu'au 14 décembre 1891, puis archevêque de Moguilev,
- Cyryl Lubowidzki, nommé le 2 août 1897 jusqu'à sa mort le 9 juin 1898,
- Bolesław Hieronim Kłopotowski, nommé le 14 décembre 1899 jusqu'au 15 avril 1901, puis archevêque de Moguilev,
- Karol Antoni Niedziałkowski, nommé le 15 avril 1901 jusqu'à sa mort le 7 avril 1911.

### Évêque de Loutsk-Jytomyr
- Ignacy Maria Dubowski, nommé le 16 octobre 1916 jusqu'à sa démission le 1er juin 1925.

### Évêques de Loutsk
- Adolf Piotr Szelążek, nommé le 4 décembre 1925 jusqu'à sa mort le 9 février 1950,

Vacant (1951–1998)
- Markijan Trofym’yak, nommé le 25 mars 1998 jusqu'à sa démission le 24 juillet 2012,

Vacant (2012–2014)
- Vitaliy Skomarovskyi (en), depuis le 12 avril 2014.